# Шмиц, Лукас
Лу́кас Шмиц (нем. Lukas Schmitz; род. 13 октября 1988, Хаттинген, Северный Рейн-Вестфалия) — немецкий футболист, игравший на позиции полузащитника.

## Карьера
В 2004 году Шмиц перешёл из школы своего города в молодёжную команду «Шпрокхёфеля», где в 2006 году попал в основную команду, игравшую в Оберлиге «Вестфалия». Проведя отличный сезон и забив в 23 матчах 11 голов, попал на заметку в «Бохуме», который в июле 2007 года приобрёл его для второй команды. Проведя два неплохих сезона во второй команде «невыбиваемых», был выкуплен 8 мая 2009 года «Шальке 04», поначалу тоже для второй команды. Но он удачно попал под омоложение гельзенкирхенцев: в сезоне 2009/10 в основном составе появилось сразу несколько молодых игроков, таких как Кристоф Мориц, Василиос Плиацикас, Карлос Самбрано, Льюис Холтби. Среди них оказался и Шмиц. 18 сентября 2009 года он впервые появился на поле в матче Бундеслиги. Это был матч шестого тура против победителя прошлого чемпионата «Вольфсбурга». Поединок закончился поражением «Шальке» со счётом 1:2, Шмиц появился на поле в стартовом составе, а на 80-й минуте был заменён на Холтби.
23 октября 2009 года подписал контракт с «Шальке 04» до 30 июня 2012 года.
17 июня 2011 года Лукас Шмиц перешёл в бременский «Вердер», подписав 4-летний контракт. Сумма сделки составила 1 млн евро.
4 июня 2014 года Шмиц подписал контракт с дюссельдорфской «Фортуной» до 2016 года.

## Достижения
- Серебряный призёр чемпионата Германии: 2009/10